# Estadio de A Lomba
El estadio de A Lomba es un campo de fútbol español de propiedad municipal situado en Villagarcía de Arosa, en la provincia de Pontevedra, Galicia. 
Fue inaugurado en 1946 y sirve de feudo local al Arosa SC y al Atlético Arousana. Tiene capacidad para 4800 espectadores.

## Historia
El 27 de enero de 1946 se inaugura oficialmente el campo en un choque Arosa-Santiago (1-1). El primer partido oficial se disputó el 3 de noviembre de 1946 entre el Arosa y la Sociedad Cultural de Pontevedra (3-1).